# Coupe continentale de combiné nordique
Pour les articles homonymes, voir Coupe continentale.
La coupe continentale de combiné nordique est une compétition internationale de combiné nordique.

## Historique
Elle est organisée par la fédération internationale de ski depuis 1991. Initialement appelée Coupe du monde B elle a changé de dénomination en 2009 pour devenir la Coupe continentale. Elle se déroule chaque année en plusieurs épreuves organisées dans différents pays. En 2017, pour la première fois, une compétition féminine est organisée.

## Format
Cette coupe concerne tous les coureurs, en particulier les jeunes, qui sont invités à y faire leurs preuves ; en effet, la participation aux épreuves de Coupe du monde n'est possible que si le skieur a au préalable marqué au moins un point dans au moins une épreuve de Coupe du monde ou de Coupe continentale au cours des deux années précédentes, sauf exception du « groupe national » qui offre au pays dans lequel se déroule une Coupe du monde de faire participer un contingent de quelques coureurs même sans aucun point, sur un maximum de deux épreuves par pays.

## Classement général

### Compétition féminine
| Édition | Or                   | Argent                 | Bronze               |
| ------- | -------------------- | ---------------------- | -------------------- |
| 2018    | Stefaniya Nadymova   | Ayane Miyazaki         | Jenny Nowak          |
| 2019    | Tara Geraghty-Moats  | Gyda Westvold Hansen   | Jenny Nowak          |
| 2020    | Tara Geraghty-Moats  | Marte Leinan Lund      | Gyda Westvold Hansen |
| 2022    | Gyda Westvold Hansen | Annika Sieff           | Ema Volavšek (de)    |
| 2023    | Sophia Maurus (de)   | Annika Malacinski (de) | Joanna Kil (pl)      |
| 2024    | Joanna Kil (pl)      | Sophia Maurus (de)     | Marie Naehring (de)  |

### Compétition masculine

#### Coupe du monde B (de 1991 à 2008)
| Édition | Or                                    | Argent             | Bronze                  |
| ------- | ------------------------------------- | ------------------ | ----------------------- |
| 1991    | Josef Kovařík                         | Thomas Donaubauer  | Andreas Schaad          |
| 1992    | Thomas Krause                         | Uwe Prenzel        | Radomír Skopek          |
| 1993    | Thomas Abratis                        | Enrico Heisig      | Falk Weber              |
| 1994    | Glenn Skram                           | Tsugiharu Ogiwara  | Günther Csar Falk Weber |
| 1995    | Markus Wüst                           | Zbyněk Pánek       | Josef Buchner           |
| 1996    | Gard Myhre                            | Stefan Wittwer     | Christoph Bieler        |
| 1997    | Frédéric Baud                         | Robert Stadelmann  | Falk Weber              |
| 1998    | Lars Andreas Østvik                   | Gen Tomii          | Preben Fjære Brynemo    |
| 1999    | Christoph Bieler Preben Fjære Brynemo |                    | Kouji Takasawa          |
| 2000    | Frédéric Baud                         | Sverre Rotevatn    | Antti Kuisma            |
| 2001    | Jan Rune Grave                        | Kris Erichsen      | Andrej Jezeršek         |
| 2002    | Sverre Rotevatn                       | Carl Van Loan      | Jens Salumäe            |
| 2003    | Magnus Moan                           | Mathias Mehringer  | Marc Frey               |
| 2004    | Yōsuke Hatakeyama                     | Ivan Rieder        | Takashi Kitamura        |
| 2005    | Stephan Münchmeyer                    | Marcel Höhlig      | Bernhard Gruber         |
| 2006    | Florian Schillinger                   | Stephan Münchmeyer | Maxime Laheurte         |
| 2007    | Einar Uvsløkk                         | Steffen Tepel      | Mikko Kokslien          |
| 2008    | Marco Pichlmayer                      | Mark Schlott       | Magnus Krog             |

#### Coupe continentale (de 2009 à nos jours)
| Édition | Or                       | Argent                     | Bronze                     |
| ------- | ------------------------ | -------------------------- | -------------------------- |
| 2009    | Matthias Menz            | Ruben Welde                | Andreas Günter             |
| 2010    | Tomaz Druml              | Benjamin Kreiner           | Christian Beetz            |
| 2011    | Fabian Riessle           | Magnus Krog                | Jørgen Graabak             |
| 2012    | Marjan Jelenko           | Geoffrey Lafarge           | Mark Schlott               |
| 2013    | Andreas Günter           | Harald Lemmerer            | Truls Sønstehagen Johansen |
| 2014    | Tomaz Druml              | Wolfgang Bösl              | Lukas Greiderer            |
| 2015    | Lukas Greiderer          | Harald Lemmerer            | Gudmund Storlien           |
| 2016    | Martin Fritz             | Harald Lemmerer            | Lukas Greiderer            |
| 2017    | Martin Fritz             | David Welde                | Tobias Simon               |
| 2018    | Thomas Jöbstl            | Martin Fritz               | Sindre Ure Søtvik          |
| 2019    | Paul Gerstgraser         | Leif Torbjørn Næsvold (de) | Thomas Jöbstl              |
| 2020    | Jakob Lange              | Paul Gerstgraser           | Lars Ivar Skaarset (de)    |
| 2021    | Simen Tiller             | Lars Ivar Skaarset (de)    | David Mach                 |
| 2022    | Jakob Lange              | David Mach                 | Wendelin Thannheimer       |
| 2023    | Terence Weber            | Wendelin Thannheimer       | Manuel Einkemmer (de)      |
| 2024    | Aleksander Skoglund (no) | Florian Kolb (de)          | Jakob Lange                |